# Малечек, Вацлав
Вацлав Малечек (чеш. Václav Maleček; род. 21 апреля 1974, Прага) — чешский гребец, выступавший за сборную Чехии по академической гребле в 1993—2005 годах. Обладатель серебряной и бронзовой медалей Кубка мира, победитель и призёр первенств национального значения, участник летних Олимпийских игр в Афинах.

## Биография
Вацлав Малечек родился 21 апреля 1974 года в Праге. Проходил подготовку в столичном гребном клубе «Дукла».
Впервые заявил о себе в академической гребле на международном уровне в сезоне 1993 года, когда вошёл в состав чешской национальной сборной и выступил на домашнем чемпионате мира в Рачице, где в зачёте распашных безрульных двоек лёгкого веса занял 13-е место.
В 1995 году в лёгких безрульных четвёрках показал 19-й результат на чемпионате мира в Тампере.
В 1996 году в лёгких безрульных четвёрках стал пятым на молодёжном Кубке наций в Хазевинкеле.
В 1998 году в лёгких парных двойках выиграл серебряную медаль на этапе Кубка мира в Мюнхене.
В 2001 году в парных двойках лёгкого веса стал бронзовым призёром на этапе Кубка мира в Вене, занял 18-е место на чемпионате мира в Люцерне.
Благодаря череде удачных выступлений удостоился права защищать честь страны на летних Олимпийских играх 2004 года в Афинах. Вместе с напарником Михалом Ваброушеком отобрался в лёгких двойках в утешительный финал В и стал в итоговом протоколе девятым.
После афинской Олимпиады Малечек ещё в течение некоторого времени оставался действующим спортсменом и продолжал принимать участие в крупнейших международных регатах. Так, 2005 году он отметился выступлением на этапе Кубка мира в Мюнхене, где в зачёте лёгких парных двоек стал 11-м.